# África (Editorial Maga)
África fue una serie de cuadernos de aventuras creados por Luis Catalá, Rafael Boluda y Francisco Jesús Serrano para la  Editorial Maga en 1964, con 74 números publicados, lo que la convierte en uno de los últimos éxitos de la editorial, antes de dedicarse a la producción de álbumes de cromos.

## Trayectoria editorial
Su contraportada estaba ocupada por una sección didáctica. Doce números tenían además cromos en el interior.
Contó con un almanaque en 1965, el último y el de mayor formato de la editorial.

## Argumento
"África" presenta historias protagonizadas por animales.
| Número | Título           | Sinopsis | Dibujante | Fecha |
| ------ | ---------------- | -------- | --------- | ----- |
| 1      |                  |          |           |       |
| 2      | Corazón valiente |          |           |       |
| 3      |                  |          |           |       |
| 4      |                  |          |           |       |
| 5      |                  |          |           |       |
| 74     |                  |          |           |       |

## Valoración
El investigador Pedro Porcel ha reprochado a la serie su tono moralista, impropio de un cuaderno de aventuras, mientras que Paco Baena ha reivindicado la calidad del dibujo de Jesús Serrano.